# Adrian Banaszek
Adrian Banaszek (ur. 21 października 1993 w Bożej Woli) – polski kolarz szosowy. Uczestnik mistrzostw świata i Europy. Medalista mistrzostw Polski.
Kolarstwo uprawiali również jego ojciec (Dariusz Banaszek), brat (Norbert Banaszek) oraz kuzyn (Alan Banaszek).

## Osiągnięcia
Opracowano na podstawie:

2013
- 1. miejsce na 4. etapie Dookoła Mazowsza (jazda drużynowa na czas)

2014
- 2. miejsce w Memoriale Stanisława Szozdy

2016
- 2. miejsce w Dookoła Mazowsza
  - 1. miejsce w prologu

2017
- 1. miejsce w prologu Dookoła Mazowsza

2018
- 3. miejsce w Grand Prix Doliny Baryczy

2020
- 3. miejsce w mistrzostwach Polski (jazda drużynowa na czas)

2022
- 1. miejsce na 1. etapie Belgrad–Banja Luka (jazda drużynowa na czas)